# Segunda Liga de Kirguistán

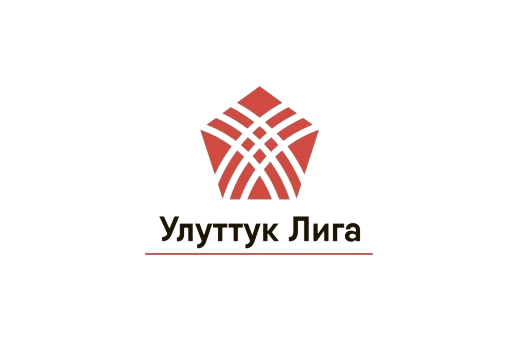
Logo de la Federación Nacional de Fútbol de Kirguistán

La Segunda Liga de Kirguistán es la segunda liga de fútbol más importante del país, la cual es controlada por la Federación de Fútbol de Kirguistán.

## Historia
Fue creada en el año 1993 tras la desaparición de la Unión Soviética y su sistema de competición es variable, ya que a veces se juega con un solo grupo, pero en otras ocasiones se juega con Grupos Norte y Sur y a veces no se juega. El campeón logra el ascenso a la Liga de fútbol de Kirguistán.

## Ediciones anteriores
| Año  | Zona Norte         | Zona Sur                                  | Goleador                                                           |
| ---- | ------------------ | ----------------------------------------- | ------------------------------------------------------------------ |
| 1993 | Zhashtyk Ysyk-Ata  | Zhashtyk Ak Altyn                         |                                                                    |
| 1994 | No se jugó         | No se jugó                                | No se jugó                                                         |
| 1995 | Rotor Bishkek      |                                           |                                                                    |
| 1996 | No se jugó         | No se jugó                                | No se jugó                                                         |
| 1997 | Dinamo Sokuluk     |                                           |                                                                    |
| 1998 | No se jugó         | No se jugó                                | No se jugó                                                         |
| 1999 | Dinamo Talas       |                                           | Mizyur Zholdoshev - Dinamo Talas (24)                              |
| 2000 | Dinamo Alamedin    |                                           | Oleg Gevlenko - Ekolog (29)                                        |
| 2001 | Guardia Bishkek    | Druzhba Aravan                            |                                                                    |
| 2002 | Abdish-Ata Kant    |                                           |                                                                    |
| 2003 | Nashe Pivo Bishkek |                                           | Erkin Imankulov - SPK Kelechek & Ravil Izrailov - FK Shopokov (14) |
| 2004 | Nashe Pivo Kant    | Dinamo Batken(B1), Shumkar-M Kara-Suu(B2) | Seytkulov - Dinamo-Chuy UVD Bishkek (34)                           |
| 2005 | Sher Bishkek       | Kurbanov-100 Uch-Kurgan                   | Vladimir Khoroshunov - A.Osmonov (31)                              |
| 2006 | Nashe Pivo Kant    |                                           | Artyom Shcherbina - Nashe Pivo (18)                                |
| 2007 | Nashe Pivo Kant    |                                           |                                                                    |
| 2008 | FK Kara-Balta      | Ak-Bura Aravan                            |                                                                    |
| 2009 | Nashe Pivo Kant    |                                           | Ivan Filatov - Nashe Pivo (15)                                     |
| 2010 | Dordoy-2 Bishkek   |                                           | Khurshid Lutfullayev - Nashe Pivo (31)                             |
| 2011 | Dordoy-2 Bishkek   | FC Aldiyer Kurshab                        | Urmat Abdukayimov - Dordoy-2 (25)                                  |
| 2012 | Nashe Pivo Kant    | FC Aldiyer Kurshab                        | A.Suleymanov - Aldiyer (14)                                        |
| 2013 | FC Aldier Kurshab  |                                           |                                                                    |